# Buenos días América (programa de televisión)
Arriba América (Antes llamado Buenos Días América (2014-2024) y América Noticias de Mañana (2024-2025) es un noticiero matutino argentino emitido por la cadena América TV.

## Sinopsis
Es el primer segmento informativo de la jornada del canal y su objetivo es presentar las primeras noticias que van ocurriendo en las primeras horas del día, así como hacer un repaso por los últimos hechos que fueron noticia a nivel nacional e internacional, y mostrar concretamente un adelanto de los hechos que serán noticia a lo largo de la jornada. Además, toda la información meteorológica y el estado del tránsito.

## Historia
El 4 de enero de 1993, el programa era conducido por Carlos Montero y Karin Cohen.
A fines de 1998 hasta 1999, el programa era conducido por Guillermo Andino.
El 8 de marzo de 2005 fue emitido por América 24 y finalizado en 2012 para estrenarse Mauro 360, conducido por Mauro Viale.
El 17 de febrero de 2014, regresa a las pantallas de América TV y A24, conducido por Antonio Laje y un equipo de periodistas. El mismo adaptaba los zócalos y gráficas de A24 hasta el 9 de septiembre de 2016.
En abril de 2018, se lanza una versión del noticiero que se llama Buenos días América extra. Antonio Laje también conduce esta edición que se emitía por América TV de lunes a viernes de 08:00 a 10:00 (UTC -3). También cuenta con una versión local emitida por las señales de América TV (Paraguay) y A24 (Paraguay), con otros conductores, otro estudio y formato.
En diciembre de 2023, Antonio Laje se retira del noticiero para irse a La Nación + y es reemplazado por Fabián Doman
El 26 de julio de 2024, se emite el último programa de BDA y se confirma que Fabián Doman deja la conducción para sumarse a Edición Extra, un nuevo programa de A24.
El 29 de julio de 2024, empieza América Noticias de Mañana con la conducción de Rolando Graña y su equipo de noticias.
El 7 de febrero de 2025, fue el último programa de América Noticias de Mañana.
El 10 de febrero de 2025, Llegó el nuevo noticiero con el nombre de Arriba América, con la conducción de Guillermo Favale.

## Columnistas
El matutino cuenta con columnistas de cada sección:
| Sección           | Periodista/s            |
| ----------------- | ----------------------- |
| Policiales        | Carlos Salerno          |
| Internacionales   | Darío Mizrahi           |
| Economía          | Lara López Calvo        |
| Deportes          | Mariano Oliveros        |
| Política          | Bernardo Martín Vázquez |
| Locutora Nacional | Malena de los Ríos      |